# 凱旋站 (朝鮮民主主義人民共和國)

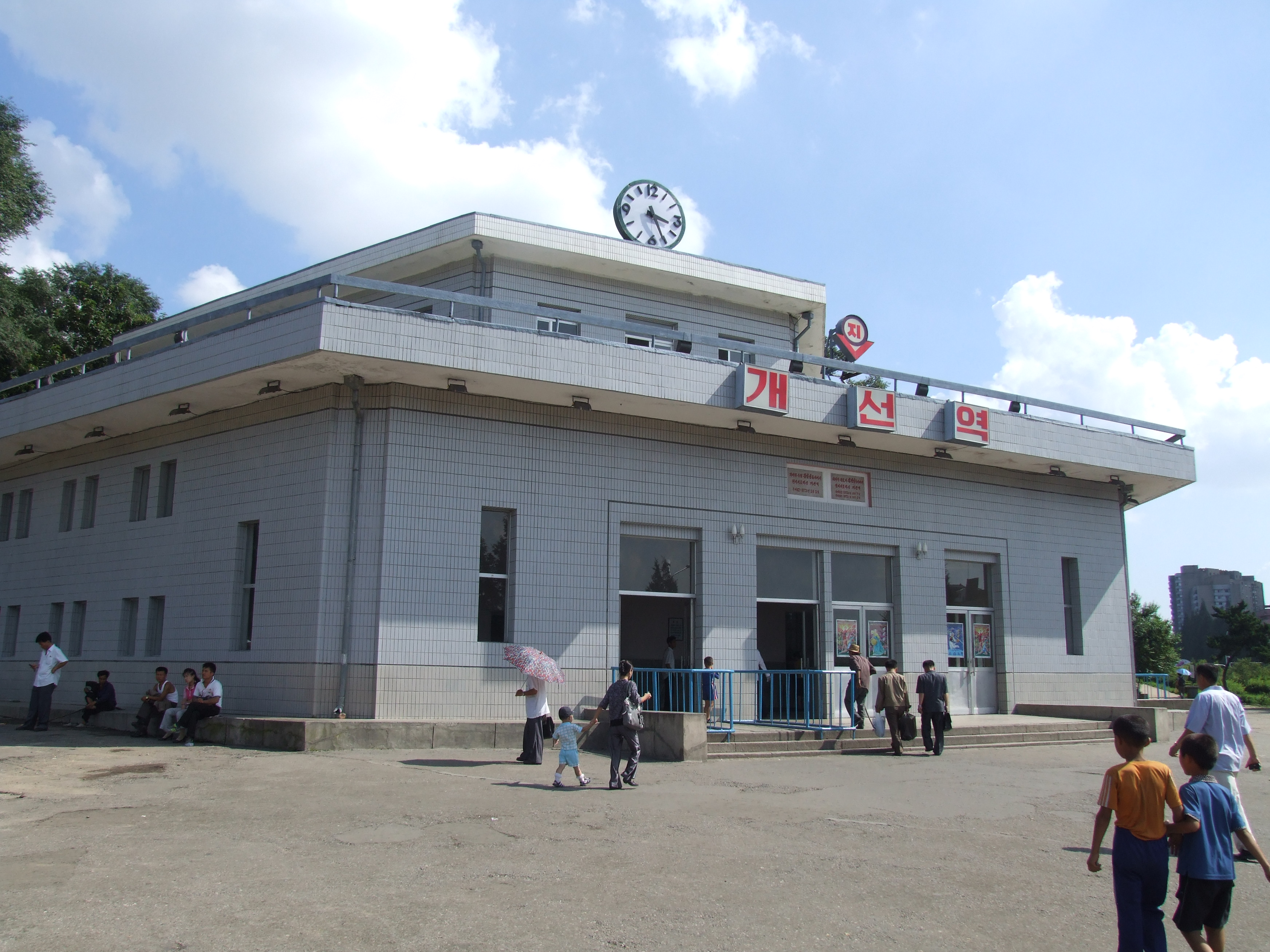
凱旋站外觀

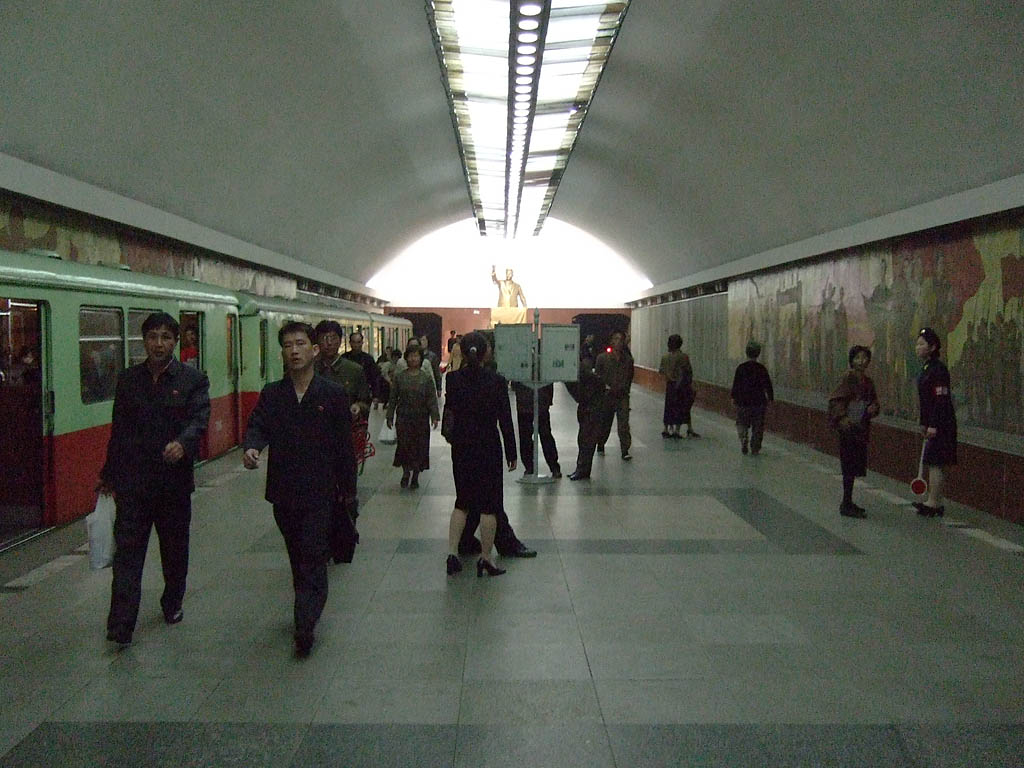
凱旋站（2007年5月）

凱旋站（朝鲜语：／ Kaesŏn yŏk */?）是朝鲜平壤地铁千里马线的一个车站，于1973年9月6日随1号线一同启用启用。

## 车站结构

### 月台
为一个地下1面2線的岛式月台。

## 车站周边
平壤象征之一的牡丹峰位于此站附近，车站东侧有出口前往该处。牡丹峰南側靠近牡丹峰站一带，耸立着类似法国巴黎凯旋门的凯旋门。
- 凯旋门
- 牡丹峰公園、平壤城古跡
  - 凱旋青年公園
    - 金日成競技場
    - 电视塔

  - 牡丹峰青年公園
  - 牡丹峰（高度95m）
  - 牡丹閣（餐馆）
- 平壤市第一医院
- 解放电影院
- 西平壤百貨店 - 七星門大街
- 烽火山饭店 - 牡丹峰大街
- 牡丹峰饭店 - 牡丹峰大街
- 牡丹峰巧艺劇場（朝鮮人民軍马戏劇場） - 牡丹峰大街
- 牡丹峰第一女子高等中学
- 金正淑托儿所